# Iljušin Il-112
Iljušin Il-112 (rusky Ил-112) je vyvíjený ruský lehký transportní letoun, který má nahradit staré sovětské An-26. Měl by mít schopnost přistávat na malých letištích se zpevněnou i nezpevněnou vzletovou a přistávací dráhou. Nejprve se počítá s výrobou vojenského typu (Il-112V), později má vzniknout i civilní verze (Il-112T).

## Vývoj

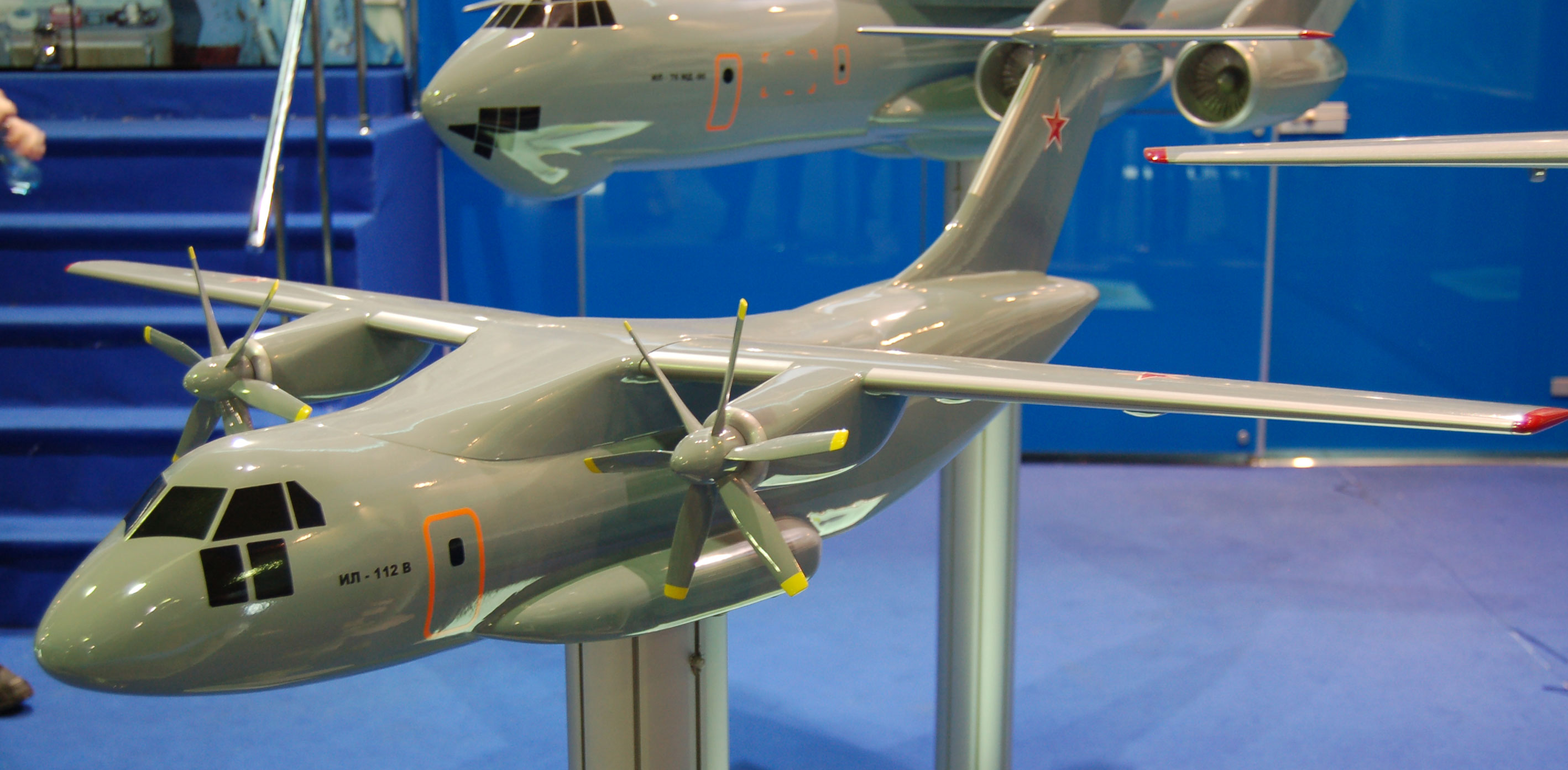
Model Il-112 v roce 2009 na výstavě MAKS

S projektováním letadla se začalo již v 1. polovině 90. let na náklady konstrukční kanceláře Iljušin. Původní projekt počítal s civilním dopravním letounem, který se měl vyrábět v baškortostánském městě Kumertau ve vrtulníkovém závodě, přičemž rozjezd výroby měl být financován z těžby baškortostánské ropy. Z těchto plánů však nakonec sešlo a projekt se ocitnul bez financování.
V roce 2004 vyhrál projekt Il-112V výběrové řízení Ministerstva obrany RF na lehký vojenský transportní letoun (porazil projekty MiG-110 a Tu-136T). Původně se počítalo s prvním zkušebním letem již v roce 2006. Termíny však byly několikrát posouvány.
V roce 2011 ministerstvo definitivně rozhodlo o zrušení projektu Il-112 a namísto toho objednalo 7 ukrajinských letounů An-140, které byly vyrobeny v licenci v samarském závodu Aviakor a které měly do budoucna pokrýt potřeby ruského letectva v tomto segmentu.
Na letounu Il-112 se začalo opět pracovat v roce 2013, na plné obrátky se však přípravy k výrobě rozjely až v roce 2014, kdy byla v souvislosti s tzv. ukrajinskou krizí pozastavena veškerá vojensko-výrobní spolupráce mezi Ruskem a Ukrajinou. Jen do modernizace voroněžského leteckého závodu (Voroněžská akciová letecká společnost) bylo investováno 1,3 mld. rublů. V prosinci 2016 byl zhotoven první trup prvního Il-112V, v lednu 2017 první křídlo.
První zkušební let byl plánován do konce roku 2017, ale po dalších odkladech k němu došlo až 30. března 2019.

## Varianta
Il-112V
Vojenská verze
Il-112T
Civilní verze

## Specifikace

### Technické údaje
- Posádka: 2 piloti
- Kapacita: 5 tun nákladu nebo 44 pasažérů
- Délka: 23,49 m
- Rozpětí: 25,74 m
- Výška: 8,9 m
- Hmotnost: 15 t
- Běžná vzletová hmotnost: 20,4 t
- Maximální vzletová hmotnost: 21 t
- Objem palivové nádrže: 7200 l
- Pohonná jednotka: 2× turbovrtulový motor Klimov TV7-117ST, každý o výkonu 2 610 kW (3 500 hp)

### Výkony
- Maximální rychlost: 550 km/h
- Dolet: 2 400 km při zatížení 3,5 t; 1000 km při zatížení 5 t
- Dostup: 7 600 m

## Nehody a incidenty
Dne 17. srpna 2021 se nedaleko města Kubinka v Moskevské oblasti zřítil jediný dosud postavený prototyp Il-112V se třemi členy posádky. Posádku tvořili zkušební piloti Nikolaj Kuimov (který stroj jako první zalétl 30. dubna 2019) a Dmitrij Komarov a palubní inženýr Nikolaj Chludějev. Havárii nikdo nepřežil. Let probíhal jako cvičný přelet mezi Kubinkou a letištěm Ramenskoje, stroji se během letu vzňal pravý motor a při dopadu do lesa nedaleko vesnice Nikolskoje došlo k výbuchu. Stroj s imatrikulací RF-41400 létal ve světlešedém zbarvení Vzdušně-kosmických sil Ruské federace s rudými hvězdami na křídle a kýlovce a výrazným chromově žlutým dvojčíslím 01 na zadní části trupu.